# The Moment After
The Moment After is een christelijke thriller, drama- en actiespeelfilm. Het verhaal is geïnspireerd op de eindtijd volgens de Bijbel.

## Verhaal
Deze film speelt zich af in de periode kort na de opname van de gemeente waarbij duizenden christenen plotseling in een oogwenk van de aardbol zijn verdwenen. Er ontstaat complete chaos en de FBI is meteen aanwezig om de vermiste personen op te sporen.
De film begint met een scène in een leeg huis; de hoorn van een telefoon is weggevallen, terwijl de beltoon nog steeds klinkt, een pan staat nog op het vuur en een televisie staat nog aan, wat erop wijst dat iemand nog aan het tv-kijken was. Het vreemde is, dat de kleren nog op de stoel liggen. Buiten heerst er totale chaos met een moeder die in paniek op zoek is naar haar dochter en een man die op zoek is naar zijn vrouw na een auto-ongeval.
Vervolgens gaat de film verder met een scène in het huis van politieagent Adam Riley (gespeeld door David White), die nog slaapt op het moment dat de deurbel gaat. Als hij de deur opendoet, blijkt het zijn vriend en collega-agent Charles Baker te zijn (gespeeld door Kevin Downes). Ze zijn allebei agenten van de FBI die op hetzelfde kantoor werkzaam zijn. Op het hoofdkwartier van de FBI krijgen ze vervolgens instructies met een lijst van namen van mensen die ze moeten ondervragen. Dit zijn familieleden van vermiste personen, onder wie Mr. Fulton die op zoek was naar zijn vrouw na een auto-ongeluk, een vrouw genaamd Peggy die werkte als verpleegkundige en Katherine de vrouw van George van wie zowel haar echtgenoot als haar kinderen Troy en Tanya verdwenen zijn. Katherine is ervan overtuigd dat dit de profetie is waarover haar christelijke echtgenoot George vaak vertelde, namelijk de opname van de gemeente. Adam en Charles zijn hierover in eerste instantie sceptisch, hoewel Adam zich een discussie op tv herinnert over de theorieën rondom de massaverdwijning waarbij een evangelist ook opperde dat het hier om de opname van de gemeente zou gaan). Als ze vertrekken, krijgt Charles een telefoontje van het ziekenhuis dat zijn vrouw op de afdeling spoedeisende hulp ligt en dat ze een miskraam heeft gehad.
Een joodse rabbijn genaamd Jacob Krause (gespeeld door Brad Heller) is bezig in de synagoge met een ritueel en hij pakt een bijbel terwijl hij naar het nieuws luistert op de radio. Hij realiseert zich op dat moment dat een profetie uit de bijbel is uitgekomen en zet vervolgens een christelijke daklozenopvang op waar hij zelf ook gaat verblijven. Deze opvang wordt kort daarna op last van de militaire autoriteiten gesloten.
Later predikt Krause het woord van God (de bijbel) buiten bij het kampvuur, terwijl er christelijke liederen worden gezongen. Ze vinden vervolgens onderdak in een boerenschuur.
Op dat moment maakt de Amerikaanse president zijn State of the Union-toespraak waarbij hij de recente gebeurtenissen aanhaalt. Hij licht de bevolking dan in over een wereldmunt en de introductie van de zogeheten B-chip, die zal worden geïmplanteerd op de handpalm en als een soort creditcard zou moeten dienen.
Precies op het moment dat FBI-agenten Adam en Charles steeds dichter bij de oplossing van het raadsel rondom de massaverdwijning zijn, beveelt de Amerikaanse president om alle FBI-agenten van die zaak af te halen. Adam en Charles krijgen echter wel de taak om Jacob Krause op te sporen en te arresteren, omdat hij beschouwd wordt als een "gevaarlijke crimineel". Hij wordt ervan verdacht een paramilitaire organisatie te willen opzetten.
Adam en Charles begeven zich naar Krause’s laatst bekende verblijfplaats, maar de enige aanwijzing die ze vinden is een foto.
Adam en Charles maken ruzie, wat ertoe leidt dat Charles naar huis rijdt. Later die avond bezoekt Riley Dr. Wilkins (uit die tv-uitzending) in zijn kerk). Hij vraagt hem naar zijn theorie over de opname van de gemeente en vertelt dat hij de discussie heeft gevolgd op tv hierover waarbij hij werd bekritiseerd door twee andere geleerden. Riley noemt ook de naam 'Jacob Krause' en Wilkins concludeert dat Krause een van de 144.000 uitverkorenen is die een aantal van de achtergebleven mensen zullen bekeren tot het christendom.
De volgende dag gaan Adam en Charles terug naar de laatst bekende verblijfplaats van Krause waar Charles boos wordt dat Adam zich vastpint op een foto van Krause in een bergachtig gebied. Vervolgens laat Adam een tekst zien aan de achterkant van de foto, die luidt: "Zoek, en gij zult vinden." Echter onderweg blijkt er een inval van het leger te zijn gedaan in de boerenschuur waar de groep van Jacob Krause ondergedoken zat. Ook blijkt het leger Katherine (de vrouw van George) te hebben opgepakt. Adam bedenkt een list en weet haar te bevrijden met behulp van Charles. Ze werd echter snel teruggevonden door het leger in een wegrestaurant waarbij het bijna kwam tot een vuurgevecht tussen de beide FBI-agenten en het leger. Katherine zei dat dit het niet waard was en ze liet zich gewillig meevoeren terwijl ze christelijke liederen zong.
Als Adam en Charles bij de bergtop arriveren op de foto, treffen ze Jacob Krause daar alleen aan. Charles arresteert vervolgens Krause en slaat hem in de boeien. Onderweg in de auto slaagt Krause erin om Adam te overtuigen, dat de “B” in de B-chip staat voor "Beast" (Beest) en dat het Evangelie van Jezus Christus de waarheid is. Hij kan Charles hier echter niet van overtuigen.
Als ze stoppen bij een tankstation, waar Adam aan het tanken is terwijl Charles in het winkeltje van het tankstation wat snacks koopt, weet Jacob Krause Adam te bekeren tot het christendom waarna Adam hem helpt te ontsnappen.
Hij vlucht met Krause in de kofferbak met de auto weg en laat Charles achter die vervolgens een auto in beslag neemt en de achtervolging inzet. Adams auto wordt bij een Checkpoint tegengehouden door het leger, maar door een geluk blijkt Adams identificatiekaart niet te kunnen worden gelezen door een computerstoring. Een toegesnelde Charles zegt kort daarna tegen het leger dat ze hem moeten stoppen. Maar als het leger een eindje verder in de kofferbak van de auto van Adam kijkt, vinden ze niets. Charles realiseert zich dat Krause bevrijd is en Adam wordt door het leger afgevoerd naar de gevangenis terwijl hij hetzelfde liedje zong dat Katherine ook zong toen ze werd afgevoerd.
De laatste scènes tonen hoe Charles zijn spullen van zijn bureau opruimt, wat erop wijst dat hij is ontslagen, en Adam die zijn maaltijd krijgt van een bewaker. Als Adam zijn brood pakt, vindt hij een stukje papier met bijbelpassages. Hij gaat vervolgens naar het raam en spreidt zijn armen. Ten slotte is Krause te zien terwijl hij teruggaat naar die berg, wat erop wijst dat zijn reis verre van voorbij is.

## Rolverdeling
| Acteur                      | Personage                                     |
| --------------------------- | --------------------------------------------- |
| David A.R. White            | agent Adam Riley                              |
| Kevin Downes                | agent Charles Baker                           |
| Brad Heller                 | Jacob Krause                                  |
| Julie Link                  | vrouw in de tuin                              |
| Mike Wilson                 | Mr. Fulton                                    |
| Amanda Llewellyn            | Mevr. Fulton                                  |
| Greg Davis                  | jonge man                                     |
| David Morin                 | Special Agent Thomas                          |
| Brian Bennetts              | Agent                                         |
| Kevin Indio Copeland        | John                                          |
| John Gilbert                | Peter McCollum                                |
| Teres Byrne                 | Dr. Claire Holt                               |
| Gregg Binkley               | Dr. Jason Hersch                              |
| Paul R. Jones               | Dr. Edward Wilkins                            |
| David Darus                 | volkstellingsambtenaars                       |
| Dominique D'Amato           | volkstellingsambtenaars                       |
| Patrick G. Ingram           | volkstellingsambtenaars                       |
| Julie Ingram                | volkstellingsambtenaars                       |
| Angela Francis              | Marsha Lopez                                  |
| Judith Peterson             | Peggy                                         |
| Marianne Faucher            | Martha                                        |
| Mel Faucher                 | Don                                           |
| Joanne Busch                | Psych. Nurse                                  |
| Angela Robinson Witherspoon | Catherine Harris                              |
| Troy Winbush                | George Harris                                 |
| Dewayne Coleman             | Troy                                          |
| Dree Coleman                | Tanya                                         |
| Ana Gatchell                | Nurse                                         |
| Julie Socash                | Dokter                                        |
| Erin Johnson                | Rebecca Baker                                 |
| Ray Hornblower              | bureaucraat                                   |
| Karyn O'Bryan               | administrateur                                |
| Don Parker Decker           | President van de Verenigde Staten van Amerika |
| Larry Holmes                | pandjeshuis man (Pawn Shop Man)               |
| Jessica McWilliams          | jong meisje                                   |
| David Kallaway              | soldaten                                      |
| Calvin Scott                | soldaten                                      |
| Geoff Ludlow                | soldaten                                      |
| David Zovac                 | soldaten                                      |
| Monte Perlin                | Lt. Fredricks                                 |
| Rodney Wright               | officiers                                     |
| Dan Wells                   |                                               |
| Adam Sbraiga                | klerk                                         |
| Lory Bennetts               | man bij de benzinepomp                        |
| Wes Llewellyn               | bewaker                                       |
| Jeff Peterson               |                                               |
| Jeremy Thomas               |                                               |
| Tyrell Harris               |                                               |
| Dan Moore                   |                                               |
| Tim McFadden                |                                               |